# Đô thị Białystok
Đây là một bài viết phụ cho Białystok
Đô thị Białystok - một khu vực đô thị được chỉ định bởi Thống đốc theo Quy định số 52/05 ngày 16 tháng 5 năm 2005  nhằm giúp phát triển kinh tế khu vực.
Năm 2006, dân số khu vực đô thị là 450.254 người. Diện tích là 1.521   km ², nó có mật độ dân số khoảng 265 người trên một km 2. Trong số cư dân thành thị có nhiều phụ nữ hơn - 192 nghìn nữ/ 100 nam, trung bình là 108 nữ.
Các đô thị liền kề với Białystok đang dần mất đi tính chất nông nghiệp, trở thành khu dân cư ngoại ô.  
Khu vực đô thị bao gồm:
- thành phố Białystok,
- Những ngôi làng ở khu thành thị- nông thôn Choroszcz: 
  - Jeroniki, Klepacze, Krupniki, Łyski, Porosły, Sienkiewicze và Turczyn,
- những ngôi làng ở khu thành thị- nông thôn Dobrzyniewo Duże: 
  - Bohdan, Borsukówka, Chraboły, Dobrzyniewo Duże, Dobrzyniewo Fabryczne *, Dobrzyniewo Kościelne *, Fasty *, Gniła, Jaworówka, Kozińce, Kulikówka, Krynice, Letniki, hăng, Nowe Aleksandrowo *, Obrubniki, Ogrodniki *, Pogorzałki, Poniklá, Podleńce, Szaciły và Zalesie
- những ngôi làng ở khu thành thị- nông thôn Juchnowiec Kościelny: 
  - Bronczany, Izabelin, Kleosin, Księżyno, Kolonia Księżyno, Koplany, Kolonia Koplany, Lewickie, Niewodnica Nargilewska, Solniczki và Stanisławowo
- thành phố Supraśl và những ngôi làng ở khu thành thị- nông thôn Supraśl: 
  - Grabówka, Henrykowo, Karakule và Ogrodniczki
- thành phố Wasilków và những ngôi làng ở khu thành thị- nông thôn Wasilków: 
  - Dąbrówki, Katrynka, Jurowce *, Osowicze *, Sochonie *, Studzianki, Nowodworce *, Sielachowskie *, Wolka Poduchowna, Wolka-Przedmieście và Woroszyły,
- Những ngôi làng ở khu thành thị- nông thôn Zabłudów: 
  - Halickie, Kuriany và Skrybicze

* làng được bổ sung thông qua Quy định số 2/2008 ngày 28 tháng 1 năm 2008 sửa đổi Nghị định ngày 29 tháng 9 năm 2006 về việc chỉ định Metropolitan Białystok.